# To Be or Not to Be (singolo)
To Be or Not to Be (noto anche come The Hitler Rap) è una canzone rap satirica registrata dal comico Mel Brooks nel 1983 per la Island Records e facente parte dell'album della colonna sonora del film Essere o non essere.
Il singolo è stato tratto dallo spettacolo burlesque all'interno del film, ma non è mai apparso al suo interno. La canzone fa anche eco al film Per favore, non toccate le vecchiette diretto dallo stesso Brooks del 1967.
Nel video musicale di accompagnamento, diretto e coreografato dal regista del film Alan Johnson, Brooks è vestito come Adolf Hitler e rappa sugli eventi chiave della vita di Hitler nella Germania nazista, col finale che fa riferimento alla presunta fuga di Hitler in Argentina alla fine della seconda guerra mondiale.
Pur avendo un successo limitato negli Stati Uniti, la canzone ha avuto successo in Australia e nel Regno Unito, raggiungendo il numero tre in Australia e il numero 12 nella UK Singles Chart. Ha anche raggiunto il numero uno in Norvegia e il numero due in Svezia.

## Tracce
Testi e musiche di Mel Brooks e Pete Wingfield.
1. To Be or Not to Be (The Hitler Rap) (Part 1) – 7:43
2. To Be or Not to Be (The Hitler Rap) (Part 2) (Mix strumentale) – 7:51